# Globimetula elegantiflora
Globimetula elegantiflora är en tvåhjärtbladig växtart som först beskrevs av Simone Balle, och fick sitt nu gällande namn av Simone Balle. Globimetula elegantiflora ingår i släktet Globimetula och familjen Loranthaceae. Inga underarter finns listade i Catalogue of Life.